# 石見站
石見站（日语：／ Iwami eki */?）位於日本奈良县磯城郡三宅町石見，是近畿日本鐵道（近鐵）橿原線的鐵路車站。車站編號為B35。

## 歷史
- 1923年（大正12年）3月21日 - 大阪電氣軌道畝傍線（現在的橿原線）平端 - 橿原神宮前（初代）間開通，本站開業[1][2]。
- 1941年（昭和16年）3月15日 - 公司與參宮急行電鐵合併，成為關西急行鐵道[1]。
- 1944年（昭和19年）6月1日 - 公司合併，成為近畿日本鐵道[1]。
- 2007年（平成19年）4月1日 - 可使用PiTaPa乘車[3]。
- 2013年（平成25年）12月21日 - 車站調整成整日無站務員配置。

## 車站構造
側式月台2面2線的地面車站。月台有效長度為4節車廂。站房位於1號月台側，若要前往對面的2號月台須經過站內平交道。
本站由天理站管理，為無人車站。

### 月台配置
| 月台 | 路線   | 方向 | 目的地                                                          |
| ---- | ------ | ---- | --------------------------------------------------------------- |
| 1    | 橿原線 | 下行 | 往 田原本、大和八木、橿原神宮前、吉野                           |
| 2    | 橿原線 | 上行 | 往 平端、天理、大和西大寺、奈良、京都、大阪難波、尼崎、神戶三宮 |

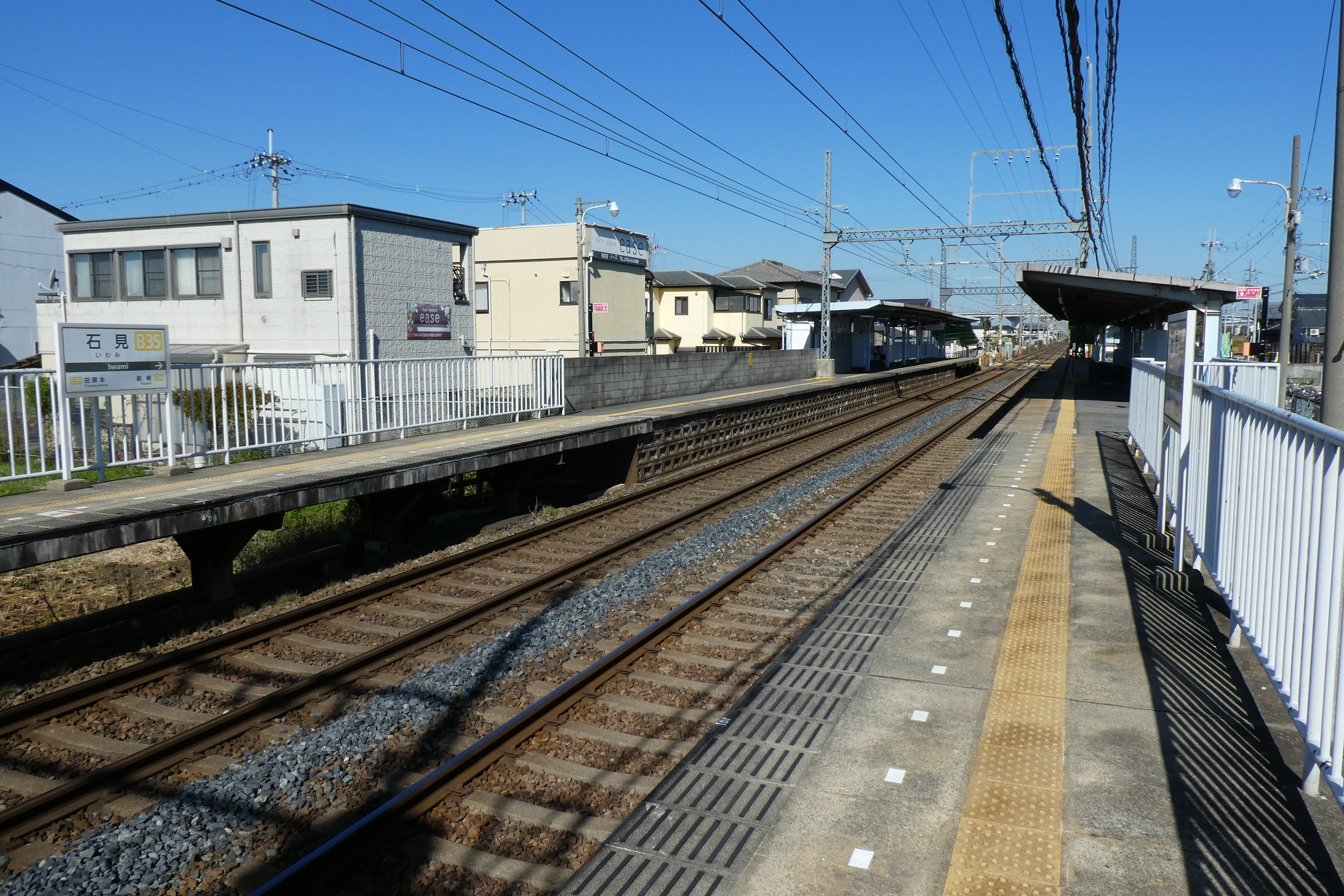
月台(2019年11月)
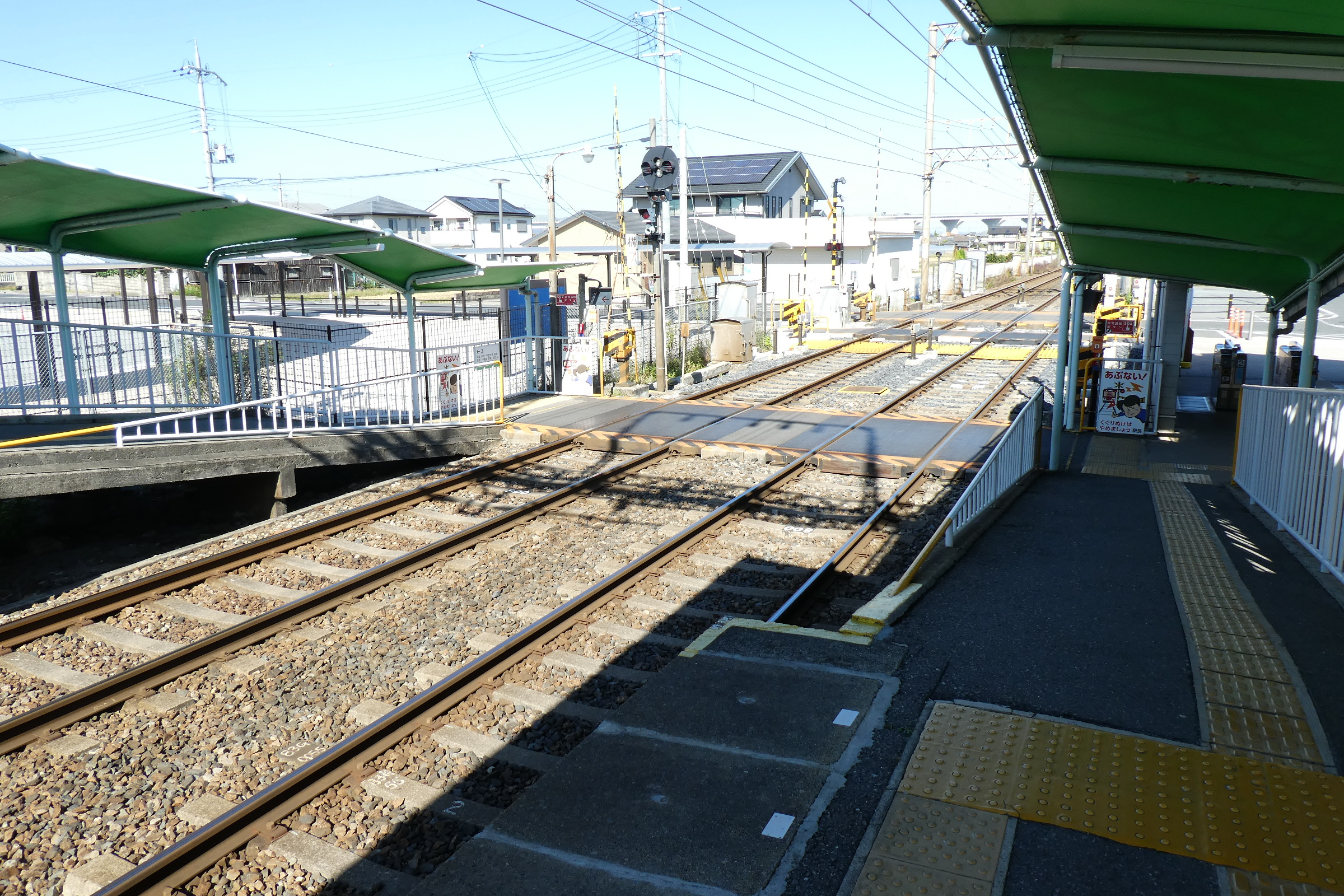
平交道(2019年11月)
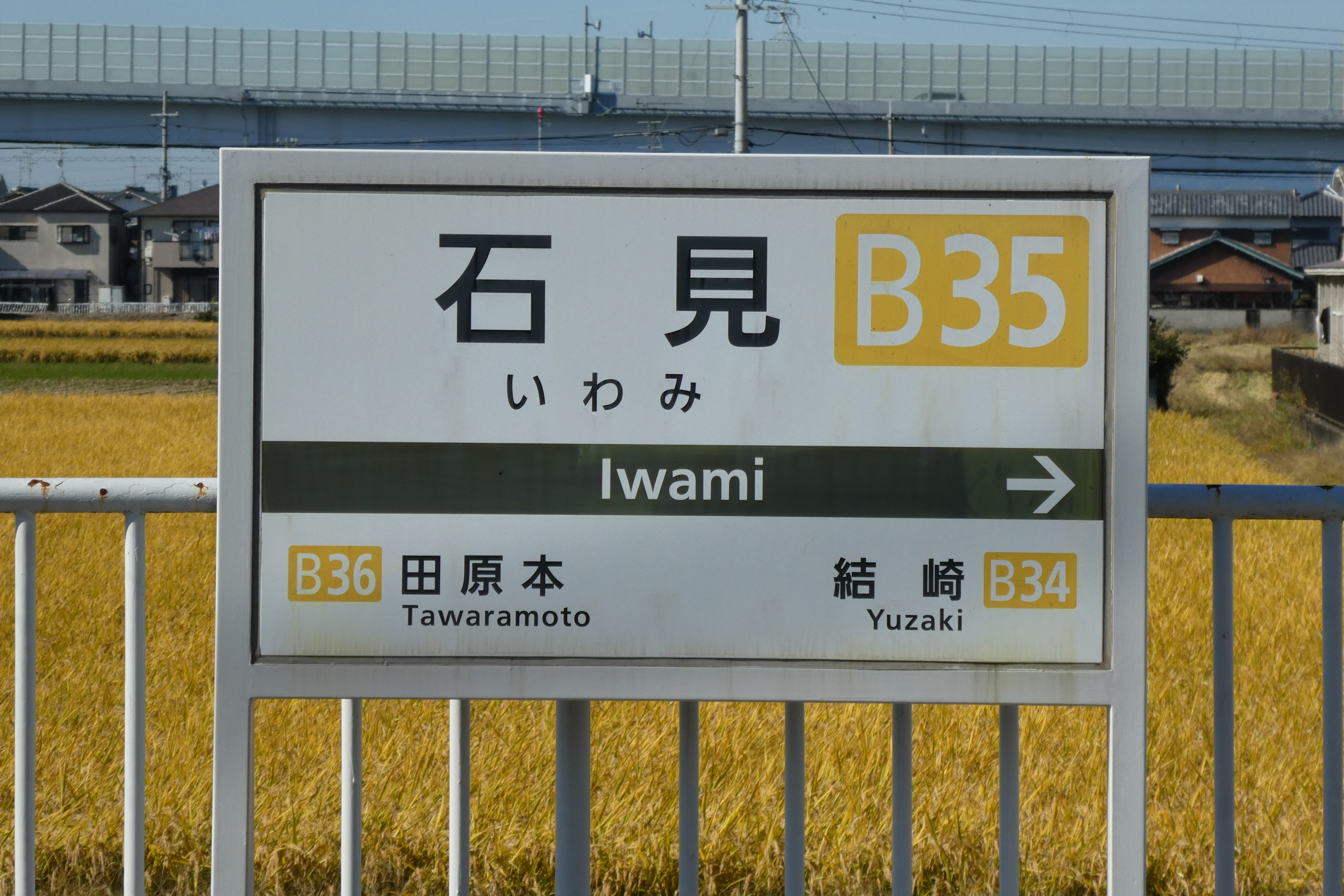
站名標示(2019年11月)
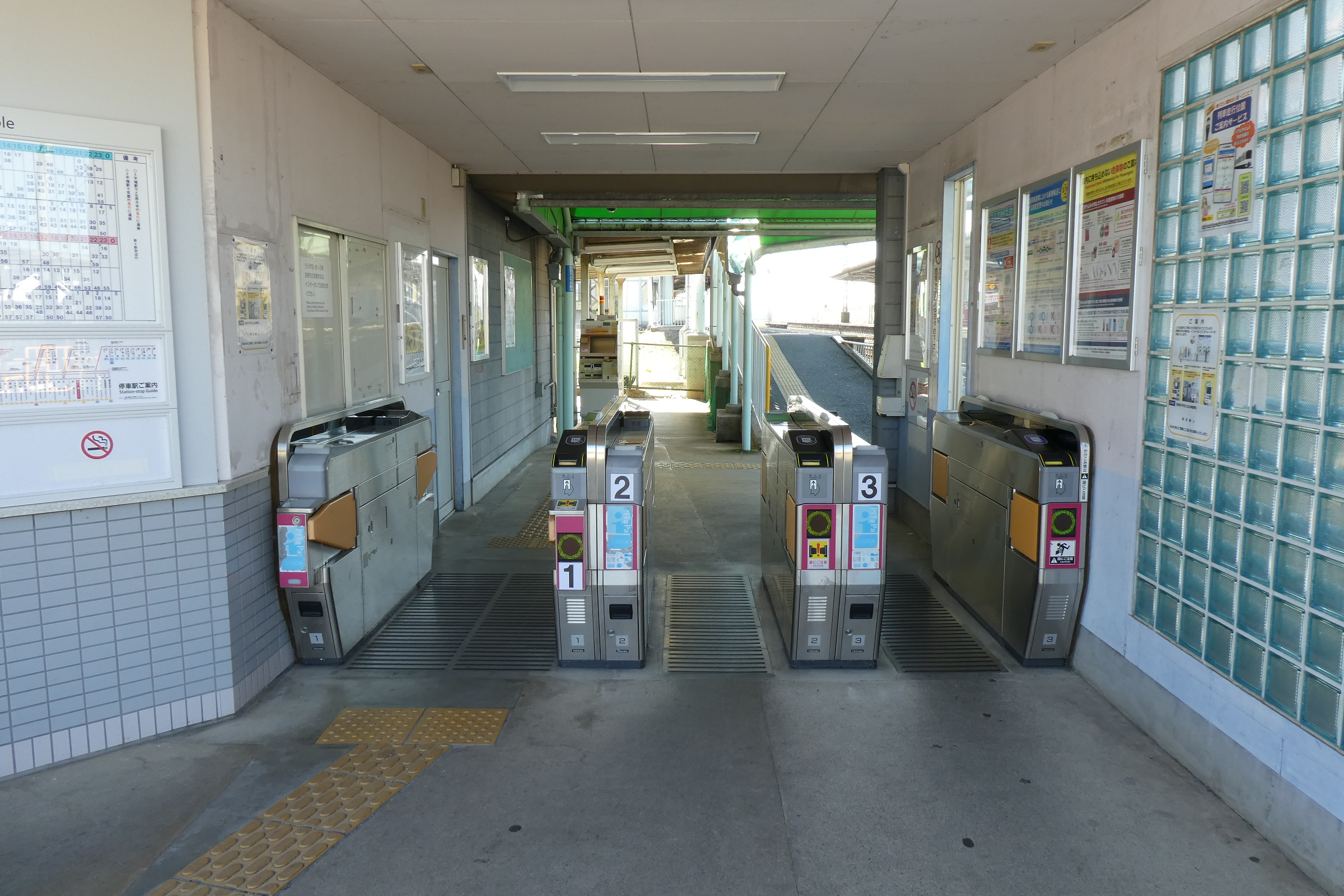
驗票口(2019年11月)

## 使用狀況
近年本站1日上下車人次調查統計如下表。
- 2018年11月13日：2,142人
- 2015年11月10日：2,136人
- 2012年11月13日：2,622人
- 2010年11月9日：2,384人
- 2008年11月18日：2,385人
- 2005年11月8日：2,932人

## 車站周邊
- 三宅町役場
- 三宅町立三宅幼稚園
- 三宅町立三宅小学校
- 川西町三宅町式下中学校組合立式下中学校
- 三宅郵局
- 奈良縣廣域消防組合磯城消防署
- 奈良縣農業協同組合三宅分店
- 唐古・鍵遺跡
- 笹鉾山古墳
- 奈良縣立高等技術專門校
- 奈良縣技能檢定場
- 奈良縣足球中心
- 辻商本社
- 京奈和自動車道・三宅交流道

## 相鄰車站
近畿日本鐵道
 橿原線
■急行
通過
■普通
結崎（B34）－石見（B35）－田原本（B36）

## 外部連結
- 石見 - 近畿日本鐵道